# Монкукко-Торинезе
Монкукко-Торинезе (італ. Moncucco Torinese, п'єм. Moncuch) — муніципалітет в Італії, у регіоні П'ємонт,  провінція Асті.
Монкукко-Торинезе розташоване на відстані близько 510 км на північний захід від Рима, 19 км на схід від Турина, 29 км на північний захід від Асті.
Населення — 886 осіб (2014).
Щорічний фестиваль відбувається 20 вересня. Покровитель — San Bernardino da Siena.

## Демографія
Населення за роками:

Станом на 1 січня 2023 року в муніципалітеті офіційно проживало 35 іноземців з 12 країн, серед них 15 громадян країн Євросоюзу та 1 громадянин України.

## Сусідні муніципалітети
- Альбуньяно
- Ариньяно
- Берцано-ді-Сан-П'єтро
- Кастельнуово-Дон-Боско
- Чинцано
- Марентіно
- Момбелло-ді-Торино
- Морьондо-Торинезе
- Шьольце